# Duosong (sockenhuvudort i Kina, Qinghai Sheng, lat 34,33, long 101,32)
Duosong (kinesiska: 多松, 多松乡, 上多松) är en sockenhuvudort i Kina. Den ligger i provinsen Qinghai, i den nordvästra delen av landet, omkring 260 kilometer söder om provinshuvudstaden Xining. Antalet invånare är 2 319. Befolkningen består av 1 168 kvinnor och 1 151 män. Barn under 15 år utgör 23,0 %, vuxna 15-64 år 70 %, och äldre över 65 år 5,0 %.
Runt Duosong är det mycket glesbefolkat, med 4 invånare per kvadratkilometer. Det finns inga andra samhällen i närheten. Trakten runt Duosong består i huvudsak av gräsmarker.